# Proyección cartográfica del elipsoide triaxial

Elipsoide de referencia del sistema de coordenadas terrestres WGS84 (elipsoide biaxial)

En geodesia, la proyección cartográfica del elipsoide triaxial permite representar sobre un plano la superficie de la Tierra o de algún otro objeto astronómico modelado como un elipsoide. Este modelo se denomina elipsoide de referencia. En la mayoría de los casos, los elipsoides de referencia son esferoides, y en algunas ocasiones son esferas. Los objetos masivos tienen suficiente gravedad para superar su propia rigidez y, por lo general, tienen una forma de elipsoide achatado. Sin embargo, las lunas menores o los cuerpos menores del sistema solar no están sometidos a los efectos del equilibrio hidrostático. Con carácter general, todos estos cuerpos tienen formas irregulares. Además, algunos de los objetos redondeados gravitatoriamente pueden tener forma de elipsoide triaxial debido a la rotación rápida (como el planeta enano Haumea) o a fuertes fuerzas de marea unidireccionales (como la luna de Júpiter Io).

## Ejemplos
- John P. Snyder desarrolló un sistema triaxial equivalente a la proyección de Mercator.[2]

- Paweł Pędzich desarrolló proyecciones cartográficas equidistantes de un elipsoide triaxial.[3]

- Maxim Nyrtsov desarrolló proyecciones cónicas de un elipsoide triaxial.[4]

- El propio Maxim Nyrtsov desarrolló proyecciones cilíndricas y azimutales de áreas iguales de un elipsoide triaxial.[5]

- Carl Gustav Jakob Jacobi describió las proyecciones conformes de Jacobi.[6]